# Deutsche Meisterschaften im Skispringen der Damen 2001
Die 1. Deutschen Meisterschaften im Skispringen der Damen 2001 fanden am 2. September 2001 in der nordrhein-westfälischen Stadt Meinerzhagen statt. Die Wettbewerbe wurden auf der Meinhardus-Schanze ausgetragen. Die Springen der Altersklassen bis 12 Jahre und 13 bis 14 Jahre fanden auf der kleinen Schanze (K 37), das der Altersklasse 15 Jahre und älter auf der mittleren Schanze (K 65) statt. Die Österreicherin Daniela Iraschko gewann die internationale Wertung, die 13-jährige Ann-Kathrin Reger auf Rang sieben holte sich den Deutschen Meistertitel.

## Ergebnisse

### Altersklasse bis 12 Jahre
| Rang | Springerin                 | Verein         | Weite 1 | Weite 2 | Punkte |
| ---- | -------------------------- | -------------- | ------- | ------- | ------ |
| 1    | Melanie Faißt              | SV Baiersbronn | 35,0 m  | 35,0 m  | 204,6  |
| 2    | Jacqueline Seifriedsberger | SC Waldzell    | 32,0 m  | 32,5 m  | 180,8  |
| 3    | Tanja Frey                 | SV Baiersbronn | 29,5 m  | 30,5 m  | 161,1  |

### Altersklasse 13 bis 14 Jahre
| Rang | Springerin       | Verein          | Weite 1 | Weite 2 | Punkte |
| ---- | ---------------- | --------------- | ------- | ------- | ------ |
| 1    | Kerstin Mörtl    | SV Achomitz     | 35,0 m  | 32,5 m  | 193,1  |
| 2    | Jasmin Hentschel | SK Meinerzhagen | 30,0 m  | 30,0 m  | 168,6  |
| 3    | Nicole Ruf       | SC Hinterzarten | 30,0 m  | 31,5 m  | 168,5  |

### Altersklasse 15 Jahre und älter
| Rang | Springerin        | Verein             | Weite 1 | Weite 2 | Punkte |
| ---- | ----------------- | ------------------ | ------- | ------- | ------ |
| 1    | Daniela Iraschko  | WSV Eisenerz       | 66,0 m  | 67,0 m  | 235,7  |
| 2    | Ayumi Watase      | Sapporo            | 64,5 m  | 65,5 m  | 228,0  |
| 3    | Eva Ganster       | Kitzbüheler SC     | 64,0 m  | 64,0 m  | 227,7  |
| 4    | Rieko Kanai       | Nagano             | 64,5 m  | 63,5 m  | 227,7  |
| 5    | Monika Pogladič   | „Miclinje“         | 63,0 m  | 64,0 m  | 211,8  |
| 6    | Anette Sagen      | Remma IL           | 61,5 m  | 64,0 m  | 208,7  |
| 7    | Ann-Kathrin Reger | SV Meßstetten      | 61,0 m  | 61,0 m  | 205,8  |
| 8    | Angelika Kühhorn  | SC Bischofsgrün    | 60,0 m  | 62,0 m  | 205,3  |
| 9    | Heidi Roth        | SV Kleinwalsertal  | 61,0 m  | 61,0 m  | 204,3  |
| 10   | Kristin Schmidt   | WSC Oberwiesenthal | 62,0 m  | 59,5 m  | 201,6  |